# Estany Morto
L'Estany Morto és un llac d'origen glacial que es troba a 2.388 m d'altitud, a la capçalera de la vall Fosca, al Pallars Jussà, al nord-est del poble de Cabdella, en el terme municipal de la Torre de Cabdella.
La seva conca està formada per tota la serralada que fa de límit nord del terme de la Torre de Cabdella, des de les Pales de Cubieso, al nord-oest, al Pic de Subenuix, al nord i el Sobremonestero a l'est.
Pertany al grup de vint-i-sis llacs d'origen glacial de la capçalera del Flamisell, interconnectats subterràniament i per superfície entre ells i amb l'Estany Gento com a regulador del sistema. Rep les aigües de la muntanya, dels Estanys de la Montanyeta, al nord-est, de l'Estany de Carbonera, a l'est, i dels Estanys de Carboneres al sud-est. S'aboca a l'Estany de Castieso.